# Mesopropithecus
Mesopropithecus вимерлий рід лемурів малого та середнього розміру, або макроносих приматів, з Мадагаскару, який включає три види, M dolichobrachion, M. globiceps і M. pithecoides. Разом з Palaeopropithecus, Archaeoindris і Babakotia входить до родини Palaeopropithecidae. Нещодавно виявлений посткраніальний скелет показує, що у мезопропітека передні кінцівки довші, ніж задні — відмінна риса, притаманна Palaeopropithecidae. Однак, оскільки він мав найкоротші передні кінцівки серед усіх Palaeopropithecidae, вважається, що мезопропітек був більш чотириногим.
Усі три види їли листя, плоди та насіння, але пропорції були різними. M. pithecoides був переважно листоїдом, але також їв фрукти та іноді насіння. M. globiceps їв суміш плодів і листя, а також більшу кількість насіння, ніж M. pithecoides. M. dolichobrachion також споживав змішану дієту з фруктів і листя, але аналіз його зубів припускає, що він більше їв насіння, ніж два інших види.
Попри рідкість, ці три види були широко поширені по всьому острову, але алопатричні один до одного, з M. dolichobrachion на півночі, M. pithecoides на півдні та заході та M. globiceps у центрі острова. M. dolichobrachion був найвиразнішим із трьох видів завдяки своїм довшим рукам. Мезопропітек був одним із найменших із відомих вимерлих субскам'янілих лемурів, але все ж був трохи більшим за найбільших живих лемурів. Відомий лише за субфосильними останками, він вимер після прибуття людей на острів, ймовірно, через тиск полювання та руйнування середовища існування.